# تسوتسوی، آئوموری
تسوتسوی (به لاتین: Tsutsui) یک منطقهٔ مسکونی در ژاپن است که در ناحیه توهوکو واقع شده‌است. تسوتسوی ۶٬۱۱۱ نفر جمعیت دارد.